# Epicauta liebecki
Epicauta liebecki är en skalbaggsart som beskrevs av Werner 1944. Epicauta liebecki ingår i släktet Epicauta och familjen oljebaggar. Inga underarter finns listade i Catalogue of Life.